# La rivolta del cielo
La rivolta del cielo è un lungometraggio di animazione cinese del 1961, diretto da Wan Laiming e prodotto da tutti e quattro i fratelli Wan. Il film fu realizzato nel periodo di massimo splendore dell'industria dell'animazione cinese e vinse numerosi premi, facendo ottenere ai fratelli riconoscimenti a livello nazionale e internazionale.
L'animazione stilizzata e l'accompagnamento di percussioni e batteria utilizzati nel film sono fortemente influenzati dalla tradizione dell'Opera di Pechino.

## Produzione
Wan Guchan, uno dei fratelli Wan e degli animatori del lungometraggio La principessa dal ventaglio di ferro, iniziò a pianificare la produzione di La rivolta del cielo subito dopo la uscita del primo film nel 1941. Tuttavia, il progetto fu ritardato per oltre un decennio dopo la cattura di Shanghai da parte dei giapponesi durante la seconda guerra sino-giapponese e, in seguito, a causa della guerra civile cinese.
Nel 1954 Wan Laiming tornò a Shanghai come direttore dello Shanghai Animation Film Studio e la produzione di La rivolta del cielo riprese poco dopo. La prima parte del film fu completata nel 1961 da Wan Laiming e Wan Guchan, mentre la seconda parte venne completata nel 1964 con l'assistenza di Wan Chaochen e Wan Dihuan. Entrambe le parti del film furono proiettate insieme per la prima volta nel 1965. Questo è stato l'ultimo grande film d'animazione della seconda epoca d'oro del cinema cinese poiché, un anno dopo, l'intero settore fu di fatto chiuso a causa della Rivoluzione culturale.

## Storia
La storia è basata sui primi capitoli del romanzo cinese shenmo Il viaggio in Occidente del XVI secolo. Il personaggio principale è Sun Wukong, detto il Re Scimmia, che si ribella all'Imperatore di Giada del paradiso.

## Distribuzione

### Edizioni home video
In occasione del 40° anniversario dell'uscita della seconda parte, nel 2004 il film è stato ripubblicato in un'edizione speciale DVD composta da 2 dischi. Questa edizione è la versione cinese originale rimasterizzata e contiene sottotitoli in caratteri cinesi semplificati.
Nel 2012 il film è stato restaurato e convertito in 3D. Il rapporto d'aspetto del film è stato modificato da 1,33 a 1,78, aggiungendo ulteriore grafica agli sfondi e talvolta spostando la posizione dei personaggi all'interno dell'inquadratura. Il film è stato accorciato a 90 minuti "accelerando alcune scene d'azione". La colonna sonora e i dialoghi sono stati registrati nuovamente per un nuovo mix Dolby 5.1 e 7.1.
Sebbene non sia mai stato distribuito nella maggior parte dei paesi europei, venne trasmesso per la televisione svedese a metà degli anni '80, con Hans Alfredson che descriveva scena per scena ciò che accadeva sullo schermo. Nello stesso periodo andò in onda alcune volte anche nell'ex Unione Sovietica, diventando molto popolare tra i giovani, in Danimarca, doppiato da Povl Dissing, e in Germania. Fu trasmesso anche dalla BBC nel 1980, 1981 e 1983. La versione trasmessa è più lunga di quella del DVD del 40° anniversario (circa 107 minuti) e contiene diverse scene estese e omesse.
Nel 1981 il film venne presentato al Festival di Cannes nella categoria "Hors compétition".
Un progetto di restauro da parte dei fan ha completato il ripristino del film alla sua lunghezza originale, unendo insieme diverse fonti del film (uscite commerciali e registrazioni VHS delle trasmissioni originali).

## Influenza
Il nome del film (大闹天宫) è diventato un'espressione colloquiale nella lingua cinese per descrivere qualcuno che "combina un pasticcio". Innumerevoli adattamenti a fumetti successivi hanno riutilizzato la classica storia de Il viaggio in Occidente, ma molti considerano questa trasposizione del 1964 la più originale, appropriata e memorabile.
All'epoca della sua uscita, il film venne utilizzato anche come metafora scherzosa per descrivere la "Grande carestia cinese" causata da Mao Zedong (la scimmia) in "paradiso" (Cina).

### Sequel
Successivamente vennero prodotti almeno due seguiti non ancora definitivi:
- 人參果 (Ren Shen Guo) nel 1981 - diretto da Yan Ding Xian
- 金猴降妖 (Jinhou jiang yao / Jin hou xiang yao) nel 1985[7].

## Riconoscimenti
- Miglior film all'International London Film Festival del 1978.
- 13° premio Special Interest al Festival internazionale del cinema di Karlovy Vary, in Repubblica Ceca.
- Premio per la migliore arte e il premio per la letteratura per bambini al 2° festival del cinema cinese "Cento fiori".